# Willy Messerschmitt
Wilhelm (Willy) Emil Messerschmitt (26. června 1898 Frankfurt nad Mohanem – 15. září 1978 Mnichov) byl německý letecký konstruktér a průmyslník, v jehož konstrukční kanceláři byl vyvinut letoun Bf 109, dosud nejvíce vyráběný stíhací letoun v historii. Celkem se jich vyrobilo asi 35 000 kusů.

## Mládí a kariéra
Technicky nadaný byl Messerschmitt již od mládí – své první letadlo navrhl ještě jako student Vysoké školy technické v Mnichově, kterou absolvoval v roce 1923. V tomto roce Messerschmitt založil v Bambergu leteckou továrnu Messerschmitt Flugzeugbau Gesselschaft.
Od roku 1927 Messerschmitt pracoval jako hlavní konstruktér ve firmě Bayerische Flugzeugwerke AG v Augsburgu. Na konci dvacátých let se Willy Messerschmitt stal přívržencem Adolfa Hitlera a jeho nacistickému hnutí – nacismu zůstal věrný až do konce druhé světové války.
Již od počátku své konstruktérské kariéry se Messerschmitt věnoval vývoji a výrobě mnoha typů bezmotorových, motorových i tryskových letadel, v roce 1926 v jeho konstrukční kanceláři vzniklo čtyřsedadlové celokovové dopravní letadlo M-18, o dva roky později větší verze téhož letounu nazvaná M-20, v roce 1929 vyvinul dvoumístný sportovní jednomotorový dolnoplošník M 23. V roce 1934 Messerschmitt navrhl celokovový turistický letoun Bf 108 Taifun, letoun, s nímž bylo v roce 1939 dosaženo výškového rekordu 9075 metrů.
Ve stejném roce v Messerschmittově konstrukční kanceláři vznikl na zakázku pro Luftwaffe později proslulý letoun Bf 109, který se později stal nejvíce vyráběným stíhacím letadlem druhé světové války.
V roce 1937 se Messerschmitt stal profesorem na mnichovské Vysoké škole technické. O rok později se augsburská letecká společnost sloučila s původní bamberskou messerschmittovou továrnou a tak vznikla firma Messerschmitt Aktien Gessellschaft.

## Válečné období

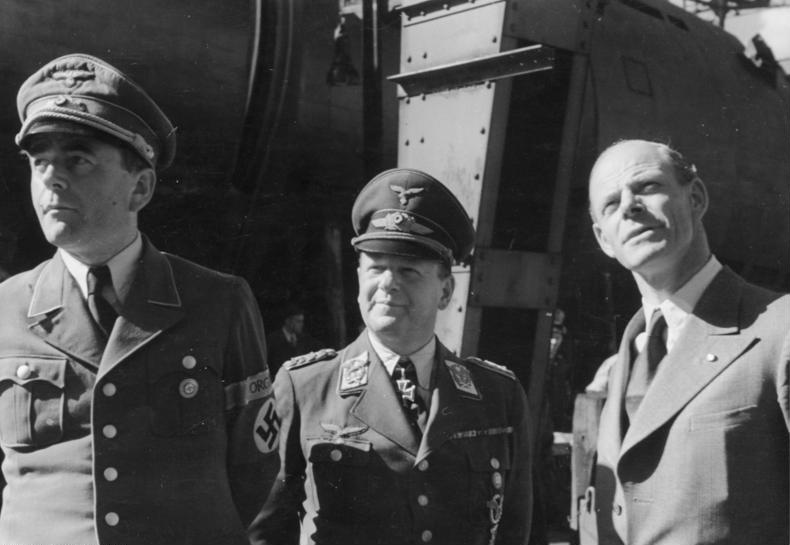
Messerschmitt s Milchem (uprostřed) a ministrem zbrojního a válečného průmyslu Albertem Speerem

Letadla vyrobena Messerschmittovou továrnou za druhé světové války nacházely své uplatnění v německé Luftwaffe – kromě již zmíněných strojů Bf 109 to byla zejména dvoumístná dvoumotorová víceúčelová bojová letadla Bf 110, vyráběná od roku 1939 a dosahující rychlosti až 545 km/h.
Koncem války společnost vyvinula první bojové letadlo s raketovým pohonem, letoun Me 163B Komet, který v roce 1941 jako první letoun dosáhl rychlosti vyšší než 1000 km/h, a první sériově vyráběný bojový letoun s proudovým pohonem, Me 262 Schwalbe (česky Vlaštovka).
Od roku 1942 se vyráběl obří vojenský transportní letoun Me 323 Gigant, který byl schopen s pětičlennou posádkou přemístit až 12 tun nákladu nebo 120 vojáků, při maximální rychlosti 218 km/h. V těchto letech vznikl i speciál Me 209, letoun projektovaný pro rekordní lety, který v letech 1939-1969 držel světový rychlostní rekord letadel s pístovým motorem, a to výkonem 755 km/h.

## Po válce

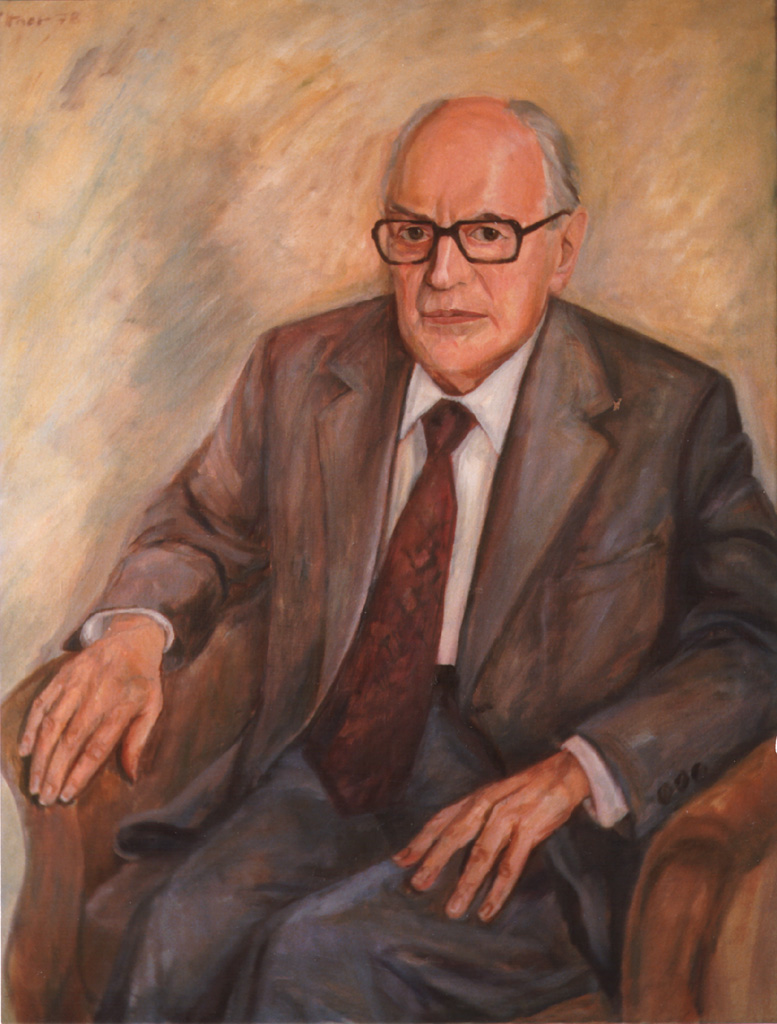
Willy Messerschmitt,
Portrét od Güntera Rittera 1978

Po skončení druhé světové války zadržela Willyho Messerschmitta americká armáda, v roce 1948 byl odsouzen za kolaboraci s nacisty. Po 2 letech věznění byl propuštěn a vrátil se do vedení své továrny. Továrna vyráběla na začátku 50. let šicí stroje, montované domy a motorové tříkolky. Nějaký čas žil ve Španělsku, kde byl poradcem frankistické vlády a podílel se na vývoji letadel ve společnosti Hispano-Aviación. Vedl vývoj egyptského stíhacího letounu Helwan HA-300.
Letadla v Německu začal znovu vyrábět roku 1955, o rok později dodával v licenci pro Bundeswehr cvičné a bitevní letouny (např. americký Lockheed F-104 Starfighter).
Na konci šedesátých let, v roce 1969, vznikla několikanásobnou fúzí společnost Messerschmitt-Bölkow-Blohm GmbH, jejímž byl Messerschmitt čestným předsedou a která vyráběla letadla, vrtulníky, vojenské řízené střely, družice a další techniku.
Willy Messerschmitt zemřel 15. září 1978 v nemocnici Mnichově ve věku 80 let za nezveřejněných okolností.